# Mondseer Fragmente

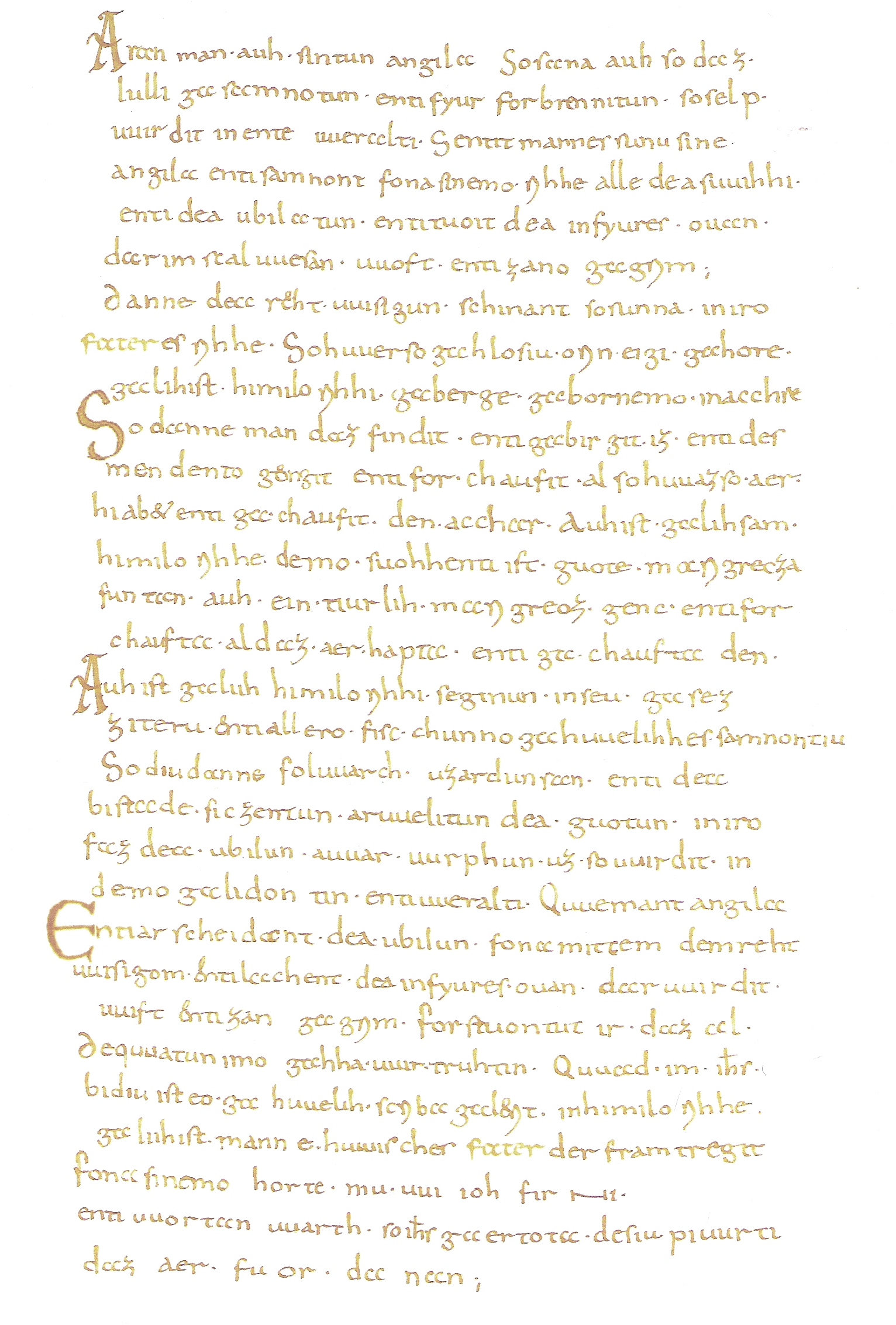
Rekonstruktion des Fragments NB12799B Mt.13,39-53 althochdeutsch

1 ms i20 b bl 1r, Mt.12,1-14 althochdeutsch. Eine der beiden Seiten, die sich heute in der Gottfried-Wilhelm-Leibniz-Bibliothek in Hannover befinden.

Die Mondseer Fragmente (oder Monseer Fragmente, früher auch Wiener Fragmente) sind eine Sammlung christlicher Schriften, die aus dem Westen des Frankenreiches stammen und im frühen 9. Jahrhundert im Kloster Mondsee ins Althochdeutsche (Altbairische) übertragen wurden. Das darin enthaltene Matthäusevangelium stellt die älteste erhaltene Übersetzung eines Bibelteils in ein althochdeutsches Idiom dar. Ferner ist darin die Übersetzung einer Schrift von Isidor von Sevilla enthalten, die für die Altgermanistik besonders wichtig ist, da es noch zwei ähnliche Schriften aus anderen Sprachregionen gibt. Trotz ihrer historischen und linguistischen Bedeutung sind die Mondseer Fragmente bis heute nicht abschließend erforscht und bleiben zumindest vorerst eines der ungelösten Rätsel der Germanistik.
Die Bezeichnung „Monseer Fragmente“ geht auf die alte Schreibweise des Ortsnamens zurück. „Schriftlich taucht der Name erstmals im Jahr der Klostergründung 748 auf, und zwar als Maninseo und lateinisch als Lunaelacus (luna der Mond, lacus der See). In den Jahrhunderten veränderte sich der Name in Form und Schreibweise zu: Maense, Meinse, Maninse, Moninsee, Moensee, Mannsee, Monnsee, Mansee und schließlich Mondsee“; so wurde der Name 1854 von Jacob und Wilhelm Grimm in die Germanistik eingeführt. Teilweise wird diese Schreibweise auch noch heute in der germanistischen Sekundärliteratur verwendet.

## Inhalt
Die Mondseer Fragmente bestehen aus mindestens fünf Texten unterschiedlicher lateinischer Autoren, die jeweils auf der Verso-Seite des Manuskripts auf Latein geschrieben sind und auf der gegenüberliegenden Recto-Seite ins Althochdeutsche (Altbairische) übersetzt wurden. Die Fragmente beinhalten:
- eine Übersetzung des Matthäusevangeliums aus der lateinischen Vulgata ins Althochdeutsche (Altbairische)
- eine Übersetzung der Predigt De vocatione omnium gentium von Prosper Tiro von Aquitanien
- ein unbekanntes Predigtfragment, das sich auf der Rückseite des lateinischen Originals des entsprechenden Blattes befindet
- die Predigt Nr. 76 (LXXVI) des heiligen Augustinus von Hippo mit Übersetzung
- eine althochdeutsche (altbairische) Übersetzung des Textes De fide catholica contra Iudaeos von Isidor von Sevilla

## Isidor-Gruppe
Die Mondseer Fragmente werden in der Forschungsliteratur zusammenfassend der Isidor-Gruppe oder auch Isidor-Sippe zugerechnet, da es insgesamt drei erhalten gebliebene Übersetzungen des Textes „De fide catholica contra Judaeos“ von Isidor von Sevilla in ein althochdeutsches Idiom gibt. Diese sind:
- Die Pariser Handschriften, um 800 in Austrasien entstanden, in westlicher südrheinfränkisch-lothringischer Sprache, liegen heute in der Bibliothèque Nationale in Paris, Signatur Ms. lat. 2326
- Die Mondseer Fragmente, um 810 im Kloster Mondsee entstanden, in althochdeutscher (altbairischer) Sprache, wovon 220 Fragmente heute in der Österreichischen Nationalbibliothek in Wien liegen, Signatur Hs. 3093*, 2 Blätter des Codex befinden sich jedoch in der Niedersächsischen Landesbibliothek in Hannover, Signatur Ms. I, 20b[3]
- Der Codex Junius 25 mit dem Glossar Jc, ebenfalls Anfang des 9. Jahrhunderts im alemannischen Raum entstanden, möglicherweise im Kloster Murbach, liegt heute in der Bodleian Library in Oxford, Signatur Ms. Junius 25.

Die wissenschaftliche Bearbeitung dieser drei sich inhaltlich teilweise überschneidenden Manuskripte wird auch als Isidorforschung bezeichnet, wobei die beinahe zeitgleiche frühmittelalterliche Übertragung desselben lateinischen Textes in verschiedene westgermanische bzw. althochdeutsche Idiome für die historische Linguistik ein besonders interessantes Forschungsobjekt darstellt.
Der Umstand, dass sich die Wissenschaft aber voll auf den Vergleich dieser drei Isidor-Texte konzentrierte, führte auch dazu, dass die anderen Texte in den Mondseer Fragmenten, wie etwa das althochdeutsche (bairische) Matthäusevangelium, und deren Bedeutung für die regionale Religionsgeschichte bis dato praktisch gar nicht erforscht wurden. Offen bleibt beispielsweise die Frage, warum gerade diese Texte übersetzt wurden und inwieweit sie im bajuwarischen Herzogtum zirkulierten, was etwa durch mögliche Zitate auch in rein lateinischen Manuskripten ergründbar wäre.

## Entstehung

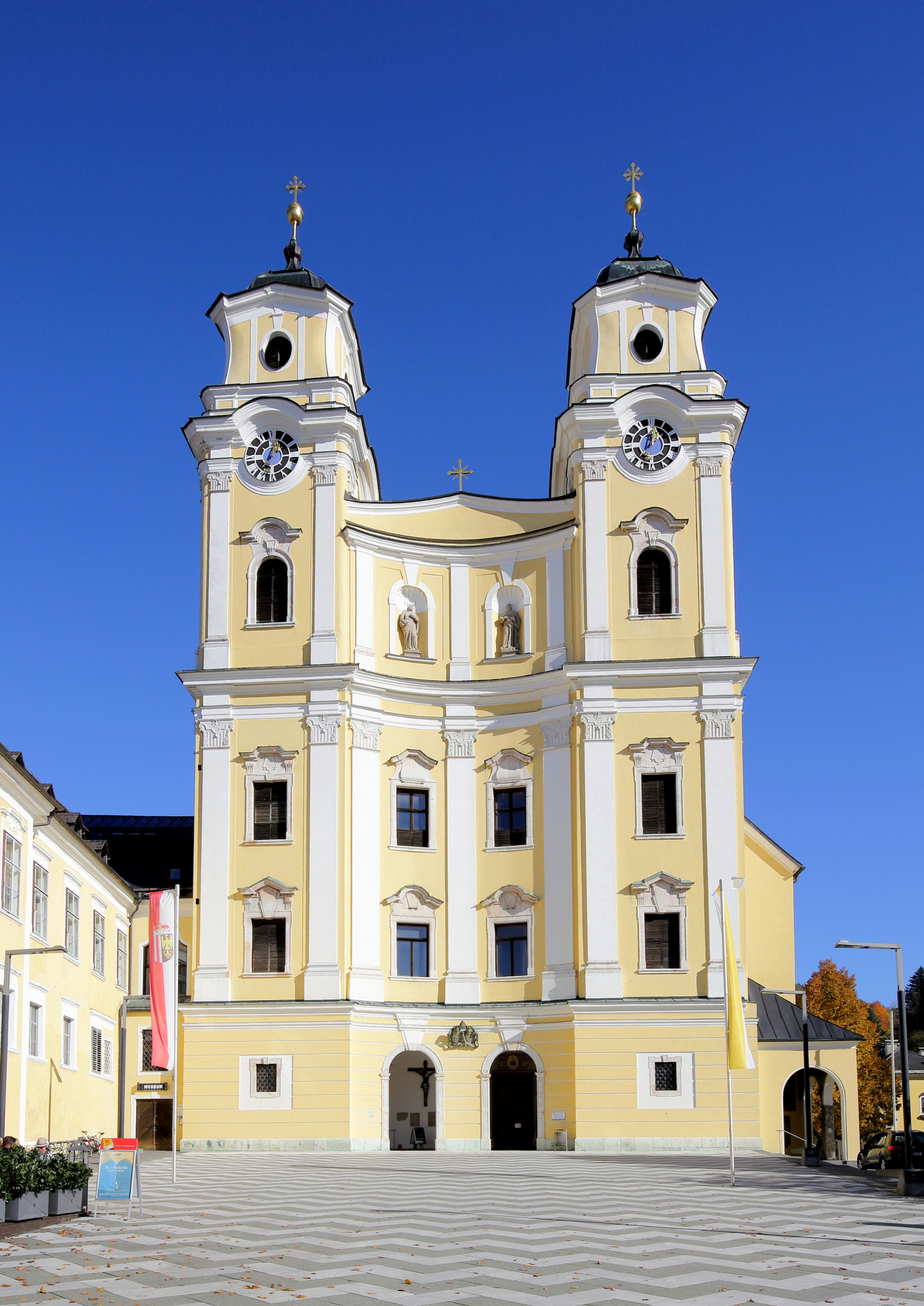
Ehemalige Klosterkirche des 1791 aufgelösten Klosters Mondsee

Die Handschrift entstand in dem auf Initiative des Bayernherzogs Odilo gegründeten Benediktinerkloster Mondsee, dessen erste Mönche gemäß der Klostertradition im Jahr 748 aus dem Kloster Monte Cassino in Italien kamen. Wahrscheinlicher und von der Forschung auch vielfach vermutet könnte es allerdings auch vom Salzburger Stift Sankt Peter aus besiedelt worden sein.
Hauptsächlich auf Grund der Analyse des lateinischen Teils und der besonderen Auswahl der übersetzten Texte wurde die Handschrift nach gängiger Forschungsmeinung zu einer Zeit geschrieben, als Hildebold nominell Abt des Klosters Mondsee war (803–818). Hildebold, der seit 787 Bischof von Köln und seit 791 Hofkaplan (archicapellanus palacii) war, hielt sich jedoch am Hoflager Karls des Großen auf und wurde vom Diakon Lantprecht vor Ort vertreten, der auch später sein Nachfolger als Abt wurde. Nach einer von Klaus Matzel, einem in den 1960er und 1970er Jahren maßgeblichen Isidorforscher, geäußerten Theorie könnte die Vorlage dieser Texte auch durch die engen Beziehungen des Klosters zu Salzburg dorthin gelangt sein. Dort war in dieser Zeit Arn Bischof (785–821), der zugleich auch Abt von Saint-Amand war. Klaus Matzel meint, die verwendete Schrift weise Ähnlichkeiten zu Texten aus dieser fernen Region auf. Es wurden auch Zweifel geäußert, ob die Mondseer Fragmente durchgehend nur von einem Schreiber verfasst wurden, jedoch geht die jüngste Forschungsliteratur wieder dazu über, zwei Schreiber zu erkennen, die um das Jahr 810 gewirkt haben müssen.
Die Schreiber dieser Texte waren auch keine mechanischen Kopisten, sondern übersetzten die Texte eigenständig in die damalige bairische Volkssprache, wobei sie sogar wortschöpferisch tätig waren und bairische Fachbegriffe für lateinische und griechische Termini erfanden.
An der Niederschrift des Codex waren zwei Schreiber beteiligt, einer von ihnen schrieb den Isidor-Traktat, der andere den Rest der Sammelhandschrift. Da Klaus Matzels grundlegende Untersuchung von einem einzigen Ab- und Umschreiber ausging (die ändernde Hand des bairischen Mönchs), müsste erst noch geklärt werden, ob sich beiden Schreibern individuelle Züge der Anpassung an den bairischen Dialekt zuordnen ließen. Andererseits konnte Klaus Matzel auch innerhalb des Matthäusevangeliums unterschiedlich konsequente Behandlung des Materials der südrheinfränkisch-lothringischen Vorlage nachweisen, so dass der Aussagewert der feststellbaren Unterschiede möglicherweise gering bliebe.
Eine weitere Frage, die durch die Verteilung der Texte auf zwei Schreiber aufgeworfen wird, ist, ob man daraus auch auf zwei getrennte Vorlagen schließen darf: Schließlich gibt es nur für den althochdeutschen Isidor im Pariser Codex lat. 2326 eine Parallelübersetzung. Möglicherweise gehörte jedoch auch der Pariser Isidor zu einer umfangreicheren Sammelhandschrift.

## Die Sprache
Der Schreiber der durchgehend zweisprachigen Mondseer Fragmente hat die lateinischen Texte jeweils in das Althochdeutsche (Altbairische) des frühen 9. Jahrhunderts übertragen. Dazu ging die frühere Forschung lange davon aus, dass ihm dazu eine ältere Übersetzung in ein anderes althochdeutsches oder lothringisch-westfränkisches Idiom als Vorlage diente und der Text deshalb nicht komplett Bairisch sein kann, da die Quelle dieser Übersetzung in der Wortwahl und Grammatik immer noch durchschimmert. Stefan Sonderegger beruft sich etwa auf den Isidorforscher Klaus Matzel und meint dazu:

„Den Abstand vom Bair. vom Fränk. kann man gut ablesen an den Mondseer Fragmenten (um 810), in denen der Text des südrhfrk. (lothr.?) ahd. Isidor ‚mehr oder weniger konsequent durch bair. Sprachformen und Schreibungen ersetzt‘ wurde (Matzel, VL2, I, 297)“

Dabei soll dem bzw. den Mondseer Schreiber(n) womöglich die noch erhaltene Pariser Handschrift als Vorlage gedient haben, oder andere Texte, die im alemannischen Raum auf der Insel Reichenau im Bodensee oder im Kloster Murbach entstanden sind. Diese Vermutung beruht auf der Analyse des Isidortextes im Codex Junius von Oxford. Klaus Matzel wollte in den drei Manuskripten der Isidor-Gruppe sogar eine bewusste Sprachpolitik Karls des Großen erkennen, der den Auftrag zu einer umfangreichen Verdeutschung der wichtigsten religiösen Schriften gegeben haben soll. Dies wird jedoch in der jüngeren Forschung stark angezweifelt und so schreibt etwa Francesco Delbono im Jahre 1971 in seiner Rezension der Habilitationsschrift Matzels:

„Geradezu mißglückt scheint mir aber das letzte Kap., ‚Die Herkunft der Übersetzungen‘, das Hypothese an Hypothese reiht, um dem alten Märchen des von Karl erteilten ‚staatlichen Verdeutschungsauftrages‘ neue Aspekte abzugewinnen.“

## Die enthaltenen Texte im Detail

### Mondseer Matthäus-Evangelium
Elke Krotz meint dazu:

„Dass ein Evangelium sich auch in der Sprache derer, denen es verkündet werden soll, präsentieren darf, braucht hier nicht näher begründet zu werden, zumal die klassische Zweisprachigkeit des Althochdeutschen, der Tatian, ein auch in der handschriftlichen Gestaltung vergleichbares Vorhaben darstellt. Die heilige Sprache des Textes muss sozusagen verlassen werden, um den Missionsauftrag, mit dem er endet, erfüllen zu können. Nicht ausgeschlossen, dass gerade der Missionsauftrag ‚zu allen Völkern der Erde hinzugehen‘, nur dieses Evangelium beschließt, für dessen Auswahl verantwortlich war. Die Existenz des göttlichen Evangeliums bildet aber auch die Grundlage für die anderen Texte, und so eröffnet es das Corpus der Handschrift. Die lateinische Fassung wird indes nicht überflüssig, sondern bleibt daneben stehen und schlägt sogar durch die Verweise auf die eusebianischen ‚Canones evangeliorum‘ eine Brücke zur rein lateinischen Überlieferung. Was den althochdeutschen Text wiederum von freien Dichtungen wie Otfrids Evangelienbuch und dem Heliand unterscheidet, ist die strenge Bindung an den lateinischen Wortlaut und das Fehlen erklärender Zusätze; hier werden nicht poetische Mustertexte komponiert, es wird nicht versucht, schwierige Stellen aufzuhellen oder beispielhaft in die Weihen der höheren Schriftauslegung einzuführen.“

Über das Verhältnis des lateinischen Textes des Mondseer Matthäus-Evangeliums zum Standardtext der Vulgata, gibt es einen Aufsatz und ein Kapitel in Matzels großer Studie:
Klaus Matzel: Der lateinische Text des Matthäus-Evangeliums der Monseer Fragmente. In: Beiträge zur Geschichte der deutschen Sprache und Literatur. (PBB) Band 87. Tübingen 1965, S. 289–363; wieder in: Ders.: Gesammelte Schriften. Hrsg. von Rosemarie Lühr u. a., Heidelberg 1990, S. 252–326.
Klaus Matzel: Untersuchungen zur Verfasserschaft, Sprache und Herkunft der althochdeutschen Übersetzungen der Isidor-Sippe. Bonn 1970 (= Rheinisches Archiv. Band 75), besonders S. 82–99.
Drei lateinische Evangeliare zeigen nach Matzel mit dem Mondseer Matthäustext die meisten Gemeinsamkeiten:
Augsburg, Universitätsbibliothek, Ms. Oettingen-Wallerstein I 2 4° 2, „Maihinger Evangeliar“; 1. Hälfte 8. Jahrhundert, geschrieben in Echternach.
Gent, Grand Séminaire (Archiv der Kathedrale von St. Bavo), Ms. 13, „Livinus-Evangeliar“, um 800, Saint-Amand.
Trier, Dombibliothek 134 (= Domschatz 61), Evangeliar; geschrieben etwa 730 in Echternach.
„Eine starke Textaffinität sowohl zu den in St. Amand als auch zu den in Echternach beheimateten, von der 1. Hälfte bis zum Ende des 8. Jahrhunderts entstandenen Hss. weist der Text auf, nach welchem das Matthäus-Evangeliums ins Althochdeutsche übersetzt worden ist“ (Matzel: Untersuchungen. S. 97).

### Mondseer Isidor
Der bekannteste und meisterforschte Text der Mondseer Fragmente ist der Text von Isidor von Sevilla De fide catholica contra Iudaeos (Über den katholischen Glauben gegen die Juden). Dieser im frühen 7. Jahrhundert im westgotischen Spanien entstandene Text ist eine polemische Schrift gegen Juden und Häretiker, die bezugnehmend auf frühere Schriften des heiligen Augustinus von Hippo maßgeblich auf das mittelalterliche Judenbild eingewirkt hat. Zudem wird darin die Bedeutung der Dreifaltigkeit (Trinitätslehre) detailliert herausgearbeitet. Der Mondseer Text beschränkt sich jedoch auf den ersten Teil dieses Isidortextes und lässt Teile aus, die etwa in der Pariser Handschrift zu finden sind. So fehlen die Kapitel über den Namen Christi, die Jungfrauengeburt und ebenfalls den Teil, der von der Nichtanerkennung Jesu durch die Juden und die Verfolgung durch diese handelt. Die Kapitel über die Dreifaltigkeit (Quomodo Christus a Deo Patre genitus est, Quia Christus Deus et Dominus est, De Trinitatis significantia) sind jedoch Teil des Mondseer Manuskriptes und konnten aus den Fragmenten weitgehend rekonstruiert werden.

### Sermo 76 des Augustinus
In den Mondseer Fragmenten enthalten ist auch ein Text des heiligen Augustinus von Hippo, wieder sowohl auf Latein und Bairisch. Im „Verzeichnis der altdeutschen literarischen Handschriften der Österreichischen Nationalbibliothek“ von Hermann Menhardt aus dem Jahr 1961 wurde dieser fälschlicherweise als „Predigt 36“ angegeben, was in der Sekundärliteratur teilweise zitiert wurde. Tatsächlich handelt es sich jedoch um die Predigt 76 des Augustinus, auch Sermo LXXVI genannt (christl. Mittellatein, von lateinisch sermo ‚Wechselrede, Gespräch; Vortrag‘, vergleiche englisch sermon). Nach dem Inhalt wird dieser Sermo auch als De euangelica lectione ubi Domino iubente Petrus super mare ambulauit bezeichnet (Über die Lektion des Evangeliums, wo der Herr Petrus befahl, über das Meer zu gehen), wobei Augustinus darin die besondere Bedeutung des Apostels Petrus hervorhebt und mit Hilfe des biblischen Gleichnisses zum Gehorsam gegenüber Christus aufruft. In der Mondseer Version trägt jedoch nur die germanische Übersetzung einen Titel, nämlich:

„Hear saget fona Gotspelle hueo Christus oba seuues uuazarum genc enti fona apostole Petre.“

Dieser augustinische Text wird heute in der christlichen Katechese nur noch selten verwendet und auch die genaue religionsgeschichtliche Bedeutung dieses Textes im Frühmittelalter ist noch wenig erforscht. So gibt es bis heute keine vollständige Handschriftenerhebung der damals zirkulierenden lateinischen Fassungen und den zwischen ihnen existierenden Abweichungen. Im Mondseer Text wird beispielsweise mehrmals das Wort firmi mit infirmi vertauscht, was einer kompletten Bedeutungsänderung der jeweiligen Aussage gleichkommt.

### De vocatione omnium gentium
Die Predigt „De vocatione gentium“, wie sie in den Mondseer Fragmenten vorliegt, ist nicht mit dem gleichnamigen Werk Prospers von Aquitanien identisch. Vielmehr handelt es sich um ein anonymes Werk, das nur hier überliefert ist und vielleicht sogar nur für das Gesamtprogramm der Übersetzungen der Mondseer Texte verfasst wurde.
Zunächst bildet die Predigt den natürlichen Anschluss an den Missionsauftrag Jesu an seine Jünger am Ende des Matthäusevangeliums.
Die Predigt ersetzt quasi die Apostelgeschichte, indem sie deren Bericht durch die Ausweitung (Verkündigung des Evangeliums) auf den ganzen Erdkreis und die typologische Rückbeziehung auf den Turmbau zu Babel überhöht und zugleich komprimiert. Sie bildet damit die Brücke von dem im Matthäus-Evangelium berichteten Geschehnissen zur Gegenwart des Lesers.
Diese Predigt enthält gewissermaßen die Programmatik der ganzen Sammelhandschrift, und zugleich ist sie ein Text, der erst durch Zweisprachigkeit überhaupt sinnvoll ist, weil letztlich nur der Übertragung in die Sprache des einfachen Volkes die formulierten Gedanken nicht dadurch ad absurdum geführt werden, dass der Predigende selbst im Lateinischen verbleibt. Wohl nicht zufällig lässt sich für diese Predigt (anders als beim Augustin-Sermo oder Isidor-Traktat) auch bei intensiver Suche keine Parallelüberlieferung im rein lateinischen Bereich aufspüren; durchaus denkbar, dass sie ad hoc für dieses Corpus verfasst wurde – und es sei zugegeben, dass sie einer gewissen stilistischen Eleganz ermangelt.
Der Mondseer Text wird noch ergänzt durch eine Homilie, die sich dem Diskurs widmet, warum es unter den Menschen verschiedene Sprachen gibt. George Allison Hench vermutete 1890, dass es sich dabei um ein Fragment der Homilie „De divisione linguarum“ handeln könnte. Dies könnte auch eine Rechtfertigung des Schreibers sein, warum er dieses zweisprachige Werk, mit der Hoffnung dadurch eine weitere Verbreitung seiner Übersetzung zu erreichen, erstellt hat.

### Das unbekannte Predigtfragment
Aus den restlichen Fragmenten der Mondseer Handschrift konnte neben den vier bereits genannten nur noch ein 13-zeiliger Text rekonstruiert werden, der in der Literatur auch „Das unbekannte Predigtfragment“ genannt wird. Dieser Text – es ist ungewiss, ob es sich überhaupt um eine Predigt oder um ein Gebet handelt – wurde von den ersten Bearbeitern der Mondseer Fragmente als mögliches Ende der Homilie De vocatione gentium gedeutet. Hench erkannte aber auf Grund von identifizierbaren Schlüsselwörter wie chind (Kind), magad (Magd, Jungfrau), in ira uuamba (in ihrem Bauch), deornun sun (der Sohn), dass es sich um die Homilie „De nativitate domini“ (Über die Geburt des Herrn) handelt. Einige Stellen sind jedoch auch mit modernen technischen Methoden nicht lesbar und der Text bleibt deshalb nicht rekonstruierbar. Der Philologe Wilhelm Scherer hat jedoch eine „unkonservative“ Ergänzung des Textes gewagt und kam dabei zu folgendem Ergebnis:
| Ergänzte Originalfassung | Neuhochdeutsche Übersetzung |
| --- | --- |
| 1 umbi *** chind . odo haltames. Demo bilide 2 truhtin . gab sinem . saligom . enti . dû . selbo uuillasames 3 gafolges; Huuaz . nu filu. sprehhannes daz illenti uuidar 4 unmeinia magad . so ma manacsames. garunes. angelus. 5 botascaf huuarf. enti in ira uuamba ihs xpus. quam 6 almahtic got. Enti deor nun sun. unseran truhtinan 7 selbun. xpan eban lotan. in got lih hin. fater simples. uueset 8 bittente. *i***&e. daz. diu siin . taufi . armhercin . enti 9 gnada uiidar unsih . sii simples . daz. ir . uuonenti . sa 10 mant . mit gote . fater . uns forgebe . so er allem . gaheaz 11 dem inan . uuirdent . enti minneont . eo uuesantaN 12 lip . in sinemo rihhe . mit imo . samant . in uueralteo 13 uueralt. AmeN; | … Dem Bild, das der Herr seinen Seligen gab, folge auch du willig. Davon gab der Engel der reinen Jungfrau wortreiche Kunde un in ihrn Leib kam Jesus Christus der allmächtige Gott. Und bittet den Sohn der Jungfrau, unseren Herren, Christus, der Gott, dem Vater, gleich ist, immer, daß seine Taufe barmherzig und gnädig zu uns sei, und immer, daß er mit Gott Vater zusammen wohnend uns vergebe, wie er allen verheißen hat, die ihn ehren und das ewige Leben, in seinem Reich, zusammen mit ihm in Ewigkeit, lieben, Amen. |

## Filiation
Der Mondseer Codex wurde gemäß der Forschungsliteratur im 15. Jahrhundert zerschnitten und makuliert. Diese Datierung der Auflösung wird jedoch nicht einhellig akzeptiert, da noch im 16. Jahrhundert Eintragungen an verschiedenen Stellen gemacht wurden, die nach dem Zerschneiden auf verschiedene Falzstreifen verteilt sind.
Die Auflösung des Codex der Mondseer Fragmente steht wahrscheinlich auch in Zusammenhang mit dem Schreibmaterial Pergament:

„Pergament, aus Tierhaut in einem aufwendigen Verfahren hergestellt, ist ein kostbarer Werkstoff. Deshalb ist es durch das gesamte Mittelalter hindurch bis weit in die Neuzeit üblich, alte, nicht mehr benötigte Pergamenthandschriften aufzulösen und die einzelnen Blätter wiederzuverwenden, zum Beispiel als stabiles und zugleich flexibles Material für die Buchbinder. „Recycelt“ als Einbandbezüge, Deckelbeklebungen oder Falzverstärkungen haben sich so unzählige Fragmente mittelalterlicher Handschriften erhalten. Die Einbände bieten daher ein großes Feld für Entdeckungen: Einige der mittelalterlichen Texte kennen wir allein durch solche bruchstückhaften Funde.“

Im Jahre 1717 begab sich der Bibliothekar Bernhard Pez († 1735) der Melker Stiftsbibliothek auf eine Bibliotheksreise und entdeckte dabei im Kloster Mondsee zwei Blätter der Mondseer Fragmente in einem Bibelkodex. Da er diese germanischen Texte für interessant befand und nicht alleine deuten konnte, sandte er 1718 ein Blatt an Johann Georg von Eckhart in Hannover, den dortigen Nachfolger von Gottfried Wilhelm Leibniz. Dies wurde dort auch in einem Bibliothekskatalog verzeichnet. 1720 erhielt Eccard (damalige lateinische Schreibweise) von Bernhard Pez noch ein zweites Blatt zugesandt, das Teil der Matthäusübersetzung war. 1723 floh Eccard allerdings vor seinen Gläubigern aus Hannover, ging nach Köln und trat dort zum Katholizismus über. Dabei verliert sich die Spur dieser zwei Blätter. Da Eccard bereits 1730 verstarb, lagen diese zwei Blätter unerkannt in der Bibliothek in Hannover und wurden erst gegen Ende des 19. Jahrhunderts von Ernst Friedländer in Hannover in einem Codex mit friesischen Texten neu gefunden und als Teil der Mondseer Fragmente identifiziert. Sie befinden sich heute in der Gottfried-Wilhelm-Leibniz-Bibliothek (Signatur Ms I, 20b).
Der viel umfangreichere Teil der Fragmente verblieb zunächst in Mondsee, bis das Kloster im Jahr 1791 unter Kaiser Leopold II. aufgehoben wurde. Das gesamte Archiv wurde daraufhin im Jahr 1792 in 35 Kisten und 22 Fässern verpackt nach Linz gebracht. Auf kaiserlichen Beschluss wurden die Bestände aus dem Kloster Mondsee im Jahr 1796 zwischen Wien und Linz aufgeteilt. Die Druckschriften verblieben daraufhin in der Linzer Bibliotheca publica (heute Oberösterreichische Landesbibliothek) und die Handschriften gelangten nach Wien in die kaiserliche Hofbibliothek (heute Österreichische Nationalbibliothek). Darunter waren auch die Mondseer Fragmente.
Im Winter 1833/34 wurde schließlich der Skriptor der Hofbibliothek Stephan Endlicher mit der Katalogisierung der Handschriften beauftragt und entdeckte dabei auch weite Teile des Mondseer Codex. Ende Mai 1834 traf Hoffmann von Fallersleben in Wien ein. Beide prüften gemeinsam die Handschriften und entdeckten weitere dazugehörige Fragmente. Noch im selben Jahr brachten sie daraufhin eine gedruckte Edition der Mondseer Fragmente heraus unter dem Titel Fragmenta theodisca versionis antiquissimae evangelii S. Mathaei et aliquot homilliarum. E membranis Monseensibus Bibliothecae Palatinae Vindobonensis ediderunt Stephanus Endlicher et Hoffman Fallerslebensis, Wien 1834.
Eine zweite, überarbeitete Ausgabe von Hans Ferdinand Maßmann erschien im Jahr 1841 ebenfalls unter dem Titel Fragmenta theodisca. Da beide Bücher nicht mehr im Druck waren, als man herausfand, dass diese Fragmente zu den ältesten und wichtigsten Zeugen der althochdeutschen Sprache zählen, wurde eine neue Bearbeitung erwartet. Die Erwartung wurde noch gesteigert, als Ernst Friedländer 1873 auch noch die zwei fehlenden Blätter der Mondseer Fragmente in Hannover entdeckte. Nun begann der US-amerikanische Germanist George Allison Hench von der University of Michigan damit, den Text der Mondseer Fragmente mit dem lateinischen Äquivalent auf der Rückseite jedes Blattes zu vergleichen. Hench war es in mühevoller Kleinarbeit erstmals möglich, den Text der einzelnen Falzstreifen des Mondseer Matthäusevangeliums und des Isidor zu rekonstruieren. Dabei war der Text oft nicht durch die Manuskripte selbst zu entschlüsseln, sondern durch die Innenseite der Bucheinbände, auf denen sie einen Abdruck hinterließen. 1890 gab er eine Faksimile-Ausgabe des Pariser Codex heraus, die auch den Isidortext aus Mondsee enthält.
Zu den früheren Ausgaben äußerte sich George Allison Hench dabei wie folgt:
- Endlicher/Hoffmann 1834: „… is an excellent one; the text is almost free from misreadings and typographical errors. The editors where however too conservative, not regarding characteristic remnants of letters, and publishing only those fragments, which when put together formed a considerable part of a page.“
- Maßmann 1841: „Massmann’s edition is not as free from errors as the former one, but is much larger, as Massmann published all the fragments which he could identify, supplying throughout the missing German text.“[26]

Die Edition von Hench, die er selbst „diplomatisch-kritisch“ nennt, ist bis heute die umfassendste und dient als Grundlage jeglicher aktueller Forschungsliteratur. Die gesamte einschlägige Sekundärliteratur des 20. Jahrhunderts basiert auf der Ausgabe von 1890, inklusive der Arbeiten der heute bekanntesten Isidorforscher Klaus Matzel und Bernhard Bischoff. Erst Elke Krotz hat für ihr 2002 erschienenes Buch Auf den Spuren des althochdeutschen Isidors erneut die Originalfragmente gesichtet, da die Isidorforschung im akademischen Diskurs sehr ins Stocken geratenen war. Um der Wissenschaft einen neuen Ansatz zu geben, plant sie derzeit eine komplette Neuedition mit Faksimile-Ausgabe, die auch bisher nicht veröffentlichte Teile beinhalten soll. Denn nach wie vor existiert eine Reihe von Fragmenten, die bis dato nicht zu einem zusammenhängenden Text verknüpft werden konnten. Außerdem konzentrierte sich die Forschung auf den althochdeutschen Teil der Texte, wobei auch der lateinische Teil Aufschlüsse über Herkunft, Schreibung und Entstehungszeit liefern könnte. Eine umfassende Edition des lateinischen Textes, wie er in den Mondseer Fragmenten geschrieben ist, gibt es jedoch bis dato nicht.
Der wiederhergestellte althochdeutsche (altbairische) Teil des Mondseer Codex besteht heute aus 220 Fragmenten, die zu 47 Blättern zusammengefügt werden konnten und sich in Wien befinden, dazu kommen die beiden Blätter in Hannover und noch 2 Blätter, die 1868 von Joseph Haupt ebenfalls in Wien gefunden wurden, danach allerdings wieder verloren gegangen sind. Von diesen letzten beiden Blättern ist allerdings der Text durch den Artikel Zwei althochdeutsche Bruchstücke von Haupt aus dem Jahre 1869 erhalten. Nach Franz Unterkircher existieren noch frühe Drucke, die nach der Auflösung der Mondseer Bibliothek 1792 ein anderes Schicksal als die Handschriften erlitten und bis jetzt noch nicht in die Forschung mit einbezogen wurden. Diese liegen heute verteilt auf Bibliotheken in Linz und München. Weitere Bruchstücke werden auch noch im Benediktinerstift Melk vermutet, wo der erste Entdecker der Fragmente, Bernhard Pez, wirkte.